# Egoku Dōmyō
Egoku Dōmyō (jap. 慧極 道明; * 1632 in der japanischen Provinz Nagato; † 1721) war als Mönch ein früher japanischer Konvertit zur Ōbaku-shū des japanischen Zen-Buddhismus, der wesentlich die junge Organisation mit aufbaute.

## Lebensweg
Egoku Dōmyō wurde als fünfter Sohn in die Oda-Familie, Vasallen des Daimyō des Chōshū-han geboren. Seine Mutter starb, als er jung war, weshalb er von einem Onkel aufgezogen wurde. Neunjährig wurde er in einen kleinen Tempel, der zur Rinzai-shū gehörte, gegeben. Dort nahm er 17-jährig die Tonsur.
Als er 1650 erfuhr, dass Yeh-lan, ein Dharma-Nachfahre des chinesischen Zenmeisters Yin-Yüan nach Japan kommen wollte, begab er sich mit Jikuin auf den Weg nach Nagasaki. Unterwegs trafen sie in einem Rasthaus Tao-che (道者; jap. Dōsha Chōgen). Egoku folgte diesem in seinen Tempel Sofuku-ji. Nach drei Jahren verließ er den Tempel, um auf Wanderschaft zu gehen. Der Grund war, dass er gehört hatte, wie ein Patron (danochi) geäußert hatte, die Mönche seien verweichlicht, da sie, getreu der chinesischen Praxis, nachmittags ein drittes – „medizinisches“ – Mahl aßen. Von 1658 begab er sich für sechs Jahre in die Weltabgeschiedenheit einer Klause.
Tao-che erbat auf seinem Sterbebett 1662, dass sich seine Schüler zu Yin-yüan für Unterweisung begeben sollten. Egoku und 20 andere machten dem inzwischen im Mampuku-ji etablierten Lehrer ihre Aufwartung. Egoku wurde 1665 im Stil der Ōbaku erneut ordiniert und blieb mehrere Jahre in deren Haupttempel, wo er auch von Chi-fei gelehrt wurde.
Von Mu-an erhielt er 1671 dann inka (印可). Dieser setzte ihn 1674 auch als seinen zweiten Dharma-Nachfolger, nach Tetsugyū Dōki, ein. Er widmete sich über Jahre hinweg der Gründung oder Restaurierung von Tempeln, insgesamt führen 12 ihn als Gründer, davon auch sein Haupttempel, der Daihō-san Hōun-ji (大宝山法雲寺) in der Provinz Kawachi. Er war dann ab 1687 Abt des Zuishō-ji. Er hielt 1691 die bis dato größte Ordinationszeremonie (sandan kaie) ab, als etwa 2000 Personen die verschiedenen Gelübde nahmen.
Die von ihm ernannten 42 Dharma-Erben und ihre Nachfolger bildeten die Shōrige-Linie innerhalb der Ōbaku.